# هنري رينيه
هنري رينيه (بالفرنسية: Henri de Régnier) (1281-1355هـ/1864-1936م) هو شاعر فرنسي.
يعتبر رينيه من الرمزيين الذين التفوا حول مالارميه (بالفرنسية: Stéphane Mallarmé). أول ديوان له عنوانه: «قصائد قديمة ورومانسية» 1891، لم يخضع فيه لقواعد الوزن ولكنه رجع فيما بعد إلى الأسلوب الكلاسي والنماذج الكلاسية، متأثراً بالشاعر جوزيه ماريا دي هبريديا (بالفرنسية: José-Maria de Heredia). من أشهر قصائده الأخيرة: «الخف ذو الأجنحة» 1933. كتب رينيه كذلك قصصاً تاريخية لقيت رواجاً كبيراً.

## روابط خارجية
- هنري رينيه على موقع IMDb (الإنجليزية)
- هنري رينيه على موقع الموسوعة البريطانية (الإنجليزية)
- هنري رينيه على موقع ميوزك برينز (الإنجليزية)
- هنري رينيه على موقع ديسكوغز (الإنجليزية)
- هنري رينيه على موقع أوليمبيديا (الإنجليزية)